# Antonín Perner
Antonín Perner (Praga, 29 gennaio 1899 – 24 novembre 1973) è stato un calciatore cecoslovacco, di ruolo difensore.

## Carriera

### Nazionale
Esordisce il 28 agosto 1920 contro la Jugoslavia (7-0).

## Palmarès

### Competizioni nazionali
- Campionato cecoslovacco: 8

Sparta Praga: 1919, 1920, 1921, 1922, 1923, 1925-1926, 1927, 1931-1932

### Competizioni internazionali
- Coppa dell'Europa Centrale: 1

AC Sparta Praha: 1927